# Ханс Бернхард фон Еберщайн
Йохан/Ханс Бернхард фон Еберщайн (на немски: Johann Bernhard von Neu-Eberstein; Hans Bernhard von Eberstein-Frauenberg; * 26 юли 1545; † 11 април 1574, Фрауенберг) от швабския благороднически род Еберщайн, е граф на Еберщайн във Фрауенберг в Горна Бавария.

## Произход и наследство
Той е вторият син на граф Йохан Якоб I фон Еберщайн († 8 юни 1574) и първата му съпруга Барбара фон Даун-Оберщайн († 14 февруари 1547), вдовица на граф Симон VIII Векер (1505 – 1540), граф на Цвайбрюкен-Бич и господар на Лихтенберг, дъщеря на Ханеман фон Даун-Оберщайн, господар на Оберщайн, Риксинген-Форбах († 1530), и графиня Кунигунда фон Цвайбрюкен-Бич-Оксенщайн († сл. 1515). Баща му се жени втори път през 1557 г. за графиня Катарина Аполония фон Лайнинген-Харденбург († сл. 1585).
По-големият му брат Хаупрехт (1543 – 1587) става граф на Ной-Еберщайн. Йохан/Ханс Бернхард получава Ной Еберщайн и Фрауенберг.
Йохан/Ханс Бернхард фон Еберщайн умира на 11 април 1574 г. във Фрауенберг на 28 години преди баща си.

## Фамилия
Йохан/Ханс Бернхард фон Еберщайн се жени на 31 декември 1567 г. в Касел за ландграфиня Маргарета фон Диц (* 14 октомври 1544; † 1608), дъщеря на ландграф Филип I фон Хесен-Касел (1504 – 1567) и (морганатичен брак) втората му съпруга Маргарета фон дер Заале (1522 – 1566). В завещанието си нейният баща определя през 1562 г. децата му да получат титлата графове на Диц. Те имат децата:
- Филип II фон Еберщайн-Вертенщайн (1570 – 1609), граф на Еберщайн във Вертенщайн, Фрауенбург, женен за Филипа Барбара фон Флекенщайн († пр. 1637)
- Барбара фон Еберщайн в Риксинген (ок. 1574 – сл. 1609), омъжена през 7 април 1589 г. в Юстинген за Георг Лудвиг фон Фрайберг-Юстинген (1574 – 1631)
- Йохан Якоб II фон Еберщайн (* 1574; † 29 март 1638), граф на Еберщайн, господар на Ной-Еберщайн, женен I. на 22 април 1600 г. за Мария Юлиана фон Крихинген († 1608), II. на 18 февруари 1609 г. в Лаубах за Маргарета фон Золмс-Лаубах († 1635)

Вдовицата му Маргарета фон Диц се омъжва втори път на 10 август 1577 г. във Фрауенберг за померанския граф Стефан Хайнрих фон Еверщайн-Кваркенбург (1543 – 1613).